# Petrolero Rancagua
El petrolero Rancagua (2°) fue una nave enviada a construir por la Armada de Chile el año 1929 en los astilleros Vickers Armstrong Ltd, en Inglaterra. Fue lanzado al agua en 1929.
Fue buque insignia en algunas de las Expediciones Antárticas al Territorio Antártico Chileno. Transportó combustible dentro y fuera del país y se desempeñó como buque escuela de guardiamarinas.

## Características
Tenía 115,2 metros de eslora, 15,3 metros de manga y 7,3 metros de calado máximo. Su desplazamiento estándar era de 3080 toneladas y 7564 toneladas a plena carga. Su propulsión corría a cargo de dos máquinas de vapor de triple expansión que le proporcionaban 4800 HP con los que alcanzaba una velocidad máxima de 15 nudos. 
Tenía 2 cañones de 4,7”, 4 de 57 mm y 2 ametralladoras antiaéreas de 13,2 mm. las que posteriormente fueron reemplazadas por 4 cañones de 20 mm. Su dotación era de 54 hombres.

## Historia
Construido durante el año 1929 por los astilleros Armstrong, Withworth en Barrow in Furness en el condado de Lancaster, Irlanda, Inglaterra fue lanzado al agua en enero de 1930. Era gemelo del petrolero Maipo. Ambas naves enviadas construir por la Armada de Chile ante la necesidad de contar con naves que abastecieran de petróleo a su Escuadra.

## Servicio en la Armada de Chile
Desde su llegada al país operó como unidad independiente realizando diversas tareas, tales como:
- Realizó viajes en búsqueda de petróleo a Talara y Aruba viajes que aprovechó para efectuar cruceros de instrucción de guardiamarinas.

- En 1947 participó como buque insignia de la Segunda Expedición Antártica Chilena. A partir de ese año colaboró en varias expediciones a ese territorio.[2]

- En 1960 participó en la primera operación UNITAS con naves de los Estados Unidos y Perú.

- En mayo de 1964 fue dado de baja del servicio de la Armada siendo transformado en estanque a flote y emplazado en los canales del sur.

- Fue hundido al servir de blanco de artillería.